# مواعدة المتصابي
مواعدة المُتصابي أو المُتصابية هي علاقة جنسية شبه عاطفية بين شخص ثري كبير السن وآخر أحدث سنًا. يمكن الحصول على الدفع عن طريق المال أو الهدايا مثل سلع الأزياء أو المجوهرات أو الدعم أو المزايا المادية الأخرى مقابل الرفقة أو علاقة شبيهة بالمواعدة.